# Ủy ban Giải phóng Dân tộc Ba Lan
Ủy ban Giải phóng Dân tộc Ba Lan (tiếng Ba Lan: Polski Komitet Wyzwolenia Narodowego - PKWN) là một tổ chức yêu nước chống phát xít Đức của Ba Lan được thành lập vào ngày 21 tháng 7 năm 1944 ở Chełm. Nó hoạt động như một chính phủ lâm thời tại những vùng lãnh thổ Ba Lan được quân đội Liên Xô giải phóng trong chuỗi chiến dịch hè-thu năm 1944 và là một đối trọng chính trị với Chính phủ lưu vong Cộng hòa Ba Lan tại Luân Đôn.

## Thành lập

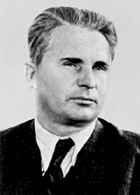
Edward Osóbka-Morawski, chủ tịch Ủy ban Giải phóng Dân tộc Ba Lan.

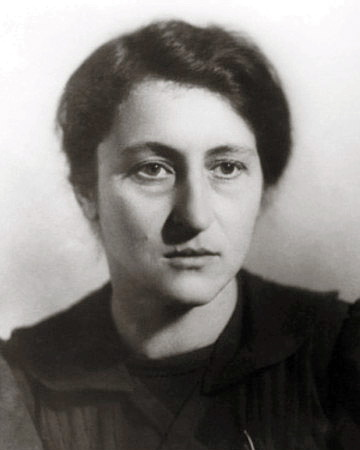
Wanda Wasilewska, phó chủ tịch Ủy ban Giải phóng Dân tộc Ba Lan.

Ý tưởng về một Ủy ban Giải phóng Dân tộc đại diện cho dân tộc Ba Lan bắt nguồn từ Ủy ban Giải phóng Dân tộc Pháp thành lập vào tháng 6 năm 1943. Đến giữa năm 1944, trước các biến chuyển mau lẹ về quân sự và chính trị tại Byelorussia và Ba Lan, Moskva nhận thấy đã đến lúc thành lập một tổ chức chính trị tương tự đại diện cho dân tộc Ba Lan. Quyết định thành lập Ủy ban Giải phóng Dân tộc Ba Lan được soạn thảo trong cuộc họp từ ngày 18 đến 20 tháng 7 và được chính I. V. Stalin thông qua.
Ủy ban Giải phóng Dân tộc Ba Lan được thành lập vào ngày 27 tháng 7 năm 1944 tại thành phố Chełm ở gần vùng biên giới Đông Nam Ba Lan. Thành phần Ủy ban bao gồm các thành viên thuộc các đảng phái như Đảng Công nhân Ba Lan, Đảng Xã hội Ba Lan, Đảng Dân chủ Ba Lan và Đảng Nhân dân Ba Lan, cụ thể bao gồm các thành viên sau:
- Edward Osóbka-Morawski (Đảng Công nhân Xã hội chủ nghĩa Ba Lan), chủ tịch Ủy ban Giải phóng Dân tộc Ba Lan kiêm Bộ trưởng Ngoại giao
- Wanda Wasilewska (Đảng Công nhân Ba Lan), phó chủ tịch Ủy ban Giải phóng Dân tộc Ba Lan
- Andrzjey Vitos (Đảng Nông dân), Bộ trưởng Nông nghiệp và Cải cách điền địa
- Stanisław Kotek-Agroszewski (Đảng Nông dân "Ý chí của Nhân dân"), Bộ trưởng Hành chính công
- Stanisław Radkiewicz (Đảng Công nhân Ba Lan), Bộ trưởng An toàn công cộng
- Jan Stefan Haneman (Đảng Công nhân Xã hội chủ nghĩa Ba Lan), Bộ trưởng Kinh tế Quốc gia và Tài chính
- Stefan Jędrychowski (Đảng Công nhân Ba Lan), Bộ trưởng Thông tin và Tuyên truyền
- Jan Michał Grubecki (Đảng Nông dân), Bộ trưởng Liên lạc, Thư tín và Điện báo
- Aleksander Zawadzki (Đảng Dân chủ Ba Lan), Bộ trưởng Văn hóa Nghệ thuật
- Michał Rola-Żymierski (Đảng Công nhân Ba Lan), Bộ trưởng Quốc phòng
- Emil Sommerstein (không đảng phái), Bộ trưởng Hàn gắn chiến tranh
- Stanisław Skrzeszewski (Đảng Công nhân Ba Lan), Bộ trưởng Giáo dục
- Boleslaw Drobner (Đảng Xã hội Ba Lan), Bộ trưởng Lao động, Sức khỏe và Phúc lợi xã hội
- Jan Czechowski (Đảng Nông dân "Ý chỉ của Nhân dân"), Bộ trưởng Luật pháp
- Zygmunt Berling
- Marian Spychalski
- Władysław Gomułka
- Bolesław Bierut
- Edward Akhab

Người đứng đầu Ủy ban là Edward Osubka-Morawski. Ủy ban cũng nhận được sự ủng hộ của một số thành viên thuộc chính phủ lưu vong Ba Lan ở Luân Đôn như giáo sư S. Grabski và tướng L. Zeligowski.

## Hoạt động

Tuyên ngôn của Ủy ban Giải phóng Dân tộc Ba Lan công bố ngày 27 tháng 7 năm 1944.

Ủy ban Giải phóng Dân tộc Ba Lan hoạt động với tư cách như là một chính phủ lâm thời tại các vùng lãnh thổ Ba Lan được quân đội Liên Xô giải phóng trong chuỗi hoạt động quân sự hè-thu năm 1944. Nó nhận được sự ủng hộ về vật chất và tinh thần của Liên Xô và cũng là một đồng minh của quốc gia này, trở thành đối trọng chính trị của Chính phủ lưu vong Ba Lan ở Luân Đôn. Hoạt động đầu tiên của Ủy ban là công bố Tuyên ngôn của Ủy ban Giải phóng Dân tộc Ba Lan (tiếng Ba Lan: Manifest PKWN) - hay còn gọi là Tuyên ngôn tháng Bảy (Manifest Lipcowy) - vào ngày 21 tháng 7 năm 1944, với nội dung bao hàm một chương trình xây dựng một nước Ba Lan dân chủ, độc lập, vững mạnh cũng như tuyên bố sẽ tiếp tục cuộc chiến chống lại quân xâm lược Đức. Để tranh thủ sự ủng hộ của tất cả các lực lượng yêu nước thuộc nhiều đảng phái khác nhau, phiên bản thứ hai của bản tuyên ngôn đã chú ý không đề cập đến những phần nội dung có hàm ý đề cập đến lập trường cực tả hay chủ nghĩa cộng sản. Ngày 1 tháng 8 năm 1944, Ủy ban dời về đóng trụ sở tại thành phố Lyublin, vì vậy nó còn có tên gọi là "Ủy ban Lyublin".
Cơ quan hành chính địa phương - các Hội đồng Nhân dân - đã được thành lập trong thời gian này. Hệ thống hành chính tại các vùng giải phóng, bao gồm 8 tỉnh, 100 thị xã và 300 địa phương cấp xã (gmina) cũng đã hình thành. Ngày 26 tháng 7, chính phủ Liên Xô và Ủy ban Giải phóng Dân tộc Ba Lan ký hiệp định công nhận thẩm quyền của Ủy ban tại các vùng giải phóng của Ba Lan.
Hệ thống pháp luật cũng được ban hành tại các vùng giải phóng, trong đó có các điều luật nghiêm khắc nhằm trừng phạt những phần tử chống lại chính quyền nhân dân (tháng 10 năm 1944) hoặc trừng phạt các phần tử hợp tác với chế độ phát xít Đức (tháng 8 năm 1944). Ngoài ra, Ủy ban Giải phóng dân tộc Ba Lan còn cho phép áp dụng chế độ quân luật tại các vùng vừa được Hồng quân Liên Xô giải phóng. Theo luật này các nhân viên của Bộ Công an (MOB) có quyền bắt giữ những binh sĩ của quân đội Krajowa.
Ngày 15 tháng 8 năm 1944, Ủy ban Giải phóng Dân tộc Ba Lan ban hành lệnh tổng động viên, áp dụng đối với các thanh niên sinh năm 1921-24 cũng như bất cứ cựu sĩ quan, quân nhân nào có khả năng trong việc phục vụ tại quân ngũ. Trong vòng vài tháng, Ủy ban đã tuyển mộ được vài vạn binh sĩ trong cộng đồng người Ba Lan sống ở Liên Xô và khoảng 100.000 người tại các lãnh thổ Ba Lan được giải phóng.
Ngày 6 tháng 9, Ủy ban ban hành sắc lệnh cải cách ruộng đất và tiến hành áp dụng tại một số địa phương. Trong cuộc cải cách, 260 hécta đất đã được cấp phát cho người dân nghèo, trong đó 47% người được cấp phát là cố nông, 49% là bần và trung nông, 4% là nghệ sĩ và các nhóm dân cư khác. Cải cách ruộng đất đã khiến Ủy ban giành được sự ủng hộ của nông dân nghèo.
Các hoạt động của Ủy ban Giải phóng Dân tộc Ba Lan đã gặp phải sự chống phá của một số thành phần chống đối theo nhiều hình thức như phá hoại, ám sát, khủng bố... Chỉ trong năm 1944, các lực lượng chống đối đã giết hại 300 người và trong năm 1945 là gần 3.500 người.

## Thành lập Chính phủ lâm thời Cộng hòa Ba Lan
Tháng 10 năm 1944, các thành viên của Ủy ban Giải phóng Dân tộc Ba Lan đã bắt đầu có các cuộc tiếp xúc với Chính phủ lưu vong Ba Lan ở Luân Đôn để đàm phán về việc thành lập một chính phủ lâm thời thống nhất. Đến cuối năm, một số thành viên của chính phủ lưu vong như Stanisław Mikołajczyk đã chấp nhận tham gia Ủy ban Giải phóng. Ngày 31 tháng 12 năm 1944, Ủy ban Giải phóng Dân tộc Ba Lan ban hành sắc lệnh chuyển đổi cơ quan này thành Chính phủ lâm thời Cộng hòa Ba Lan.